# Стабије (Белуно)
Стабије (итал. Stabie) је насеље у Италији у округу Белуно, региону Венето.
Према процени из 2011. у насељу је живело 82 становника. Насеље се налази на надморској висини од 521 м.